# Universidad La Araucana
La Universidad La Araucana fue una universidad privada chilena que inició sus actividades como corporación de derecho privado en marzo de 2012, y por falta de recursos finalizó sus actividades a fines de 2015. Al momento de su cierre, alcanzó a tener 350 alumnos. Su último rector fue Álvaro Arriagada Norambuena.
Esta universidad nunca alcanzó a participar del proceso de acreditación por la Comisión Nacional de Acreditación (CNA-Chile), ya que para ello requería contar con al menos una promoción de alumnos titulados.
La decisión de su cierre se debió principalmente a los problemas financieros de la Caja de Compensación La Araucana, empresa ligada y dependiente de la misma corporación y que financiaba en gran parte a la universidad. La decisión fue posterior al cierre del Centro de Formación Técnica La Araucana, otro centro de estudios de la corporación, y a este cierre le seguiría el de una red de colegios.

## Autoridades
El directorio de la universidad se conformaba de la siguiente manera:[cita requerida]
| Cargo      | Nombre               |
| ---------- | -------------------- |
| Presidente | Antonio Castilla     |
| Directora  | Verónica González    |
| Director   | Álvaro Arriagada     |
| Director   | Mauricio Orleans     |
| Director   | Rodrigo de la Cuadra |

Sus rectores fueron los siguientes:[cita requerida]
- Álvaro Arriagada
- Nelson Stevenson

## Carreras
La Universidad contaba con tres carreras de pregrado:
- Ingeniería Comercial
- Trabajo Social
- Ingeniería Civil Informática